# Gai Licini Sacerdot (cavaller)
Gai Licini Sacerdot (en llatí Caius Licinius Sacerdos) va ser un cavaller romà del segle ii aC que es va fer famós perquè va comparèixer amb el seu cavall davant els censors, l'any 142 aC.
Escipió Africà el jove va dir que tenia evidència que havia comès perjuri, però que no podia fer res amb relació a aquest fet, perquè cap persona havia anat a presentar la denuncia o defensar l'acusació, i el va haver de deixar passar.